# Trompas de Falópio

Corte frontal do aparelho reprodutor feminino.

As tubas uterinas, também denominadas como trompas de Falópio, são dois tubos contráteis, com 10 centímetros cada aproximadamente, que se estendem do ângulo súpero-lateral do útero para os lados da pelve. As tubas uterinas transportam os óvulos que romperam a superfície do ovário até a cavidade do útero. Por elas passam em direção oposta os espermatozoides e é onde, habitualmente, ocorre a fecundação.
As tubas uterinas estão subdivididas em quatro partes: uterina, istmo, ampola e infundíbulo. Elas recebem o nome em homenagem a Gabriele Falloppio, que as descreveu.

## Localização
As tubas encontram-se localizadas na margem superior do ligamento largo do útero, cerca de 8 a 10 mm abaixo da abertura superior da pelve. Cada uma delas está suspensa por uma prega peritonal, a mesossalpinge.
A tuba uterina encontra-se direcionada lateralmente em cada hemipelve, do ângulo súpero-lateral do útero até a extremidade uterina do ovário, passando sobre a margem mesovárica e curvando-se sobre a extremidade tubal do ovário e assim termina sobre a superfície medial com a sua margem livre. Tal localização facilita que o ovócito seja capturado quando esse é liberado pelo ovário.

## Partes da Tuba Uterina
Partindo do ovário para o útero, a tuba uterina é subdividida em quatro partes: infundíbulo, ampola, istmo e porção uterina (na parede do útero).

## Infundíbulo
Porção mais lateral da tuba uterina, possui forma que assemelha à parte larga de um funil a qual tem orientação inferior e póstero-medial. É móvel e sua face lateral é envolvida pelo peritônio. Sua base é irregular, e circundada por fímbrias, uma das quais, a fímbria ovárica, é a mais desenvolvida e está anexada ao ligamento tubo-ovárico situado posteriormente ao infundíbulo.
Em conexão com as fímbrias da tuba uterina, ou com as porções mais próximas do ligamento largo, quase sempre há uma ou mais vesículas, chamadas apêndices vesiculosos.
No infundíbulo há uma abertura de comunicação da tuba com a cavidade peritoneal a qual constitui o único exemplo de comunicação entre uma cavidade serosa (peritônio)e uma cavidade mucosa (face interna do infundíbulo). Tal comunicação ocorre através da tuba, da cavidade uterina, da vagina e da vulva.

## Ampola
Situa-se entre o infundíbulo e o istmo. Localiza-se de forma interposta entre a emergência do ligamento redondo e o ligamento próprio do ovário, porém em plano mais elevado.
É a parte mais longa, com aproximadamente 7 cm, e a mais calibrosa, curva-se sobre o ovário, sendo ligeiramente tortuosa e com paredes delgadas. Considerada a parte mais importante da tuba por ser a porção onde ocorre a fecundação.

## Istmo
É a parte medial da tuba e que sofre um estreitamento, mede cerca de 3 a 4 cm de comprimento, é retilínea, de parede espessas e menos móvel. É a continuação da ampola para o trajeto até o corpo do útero.

## Parte Uterina
É a parte intramural, contida na parede do útero. Em sua porção final há comunicação da tuba com o útero através do óstio uterino da tuba, o qual é muito pequeno com diâmetro de 1 mm, aproximadamente. Em mulheres adultas jovens e não grávidas, esta parte tem comprimento médio de 1 cm.

## Estrutura
A tuba uterina é constituída de três túnicas, serosa, muscular e mucosa:
- Túnica serosa →  é externa e peritoneal;
- Túnica muscular → é média e composta de camadas de fibras musculares contínuas com a do útero, sendo uma camada externa longitudinal e outra interna circular;
- Túnica mucosa → é interna e contínua com o útero e no óstio abdominal contínua com o peritôneo. Se projeta em pregas chamadas pregas tubais e que são mais extensas na ampola. O epitélio de revestimento é colunar e ciliado o que também ocorre na superfície interna das fimbrias.

## Fisiologia
Um ovócito liberado pelo ovário é captado pelas fimbrias e passa através do óstio abdominal da tuba e quando os espermatozoides alcançam a tuba, depois de algumas horas, ocorre a fecundação,o que é geralmente na ampola.
Fecundado ou não, o movimento do óvulo até o útero é mediado por células ciliadas do epitélio interno e por peristaltismo da túnica muscular o que requer de três a quatro dias. Há casos em que o óvulo fixa-se na tuba ocorrendo a gravidez ectópica.

## Vasos e Nervos
A irrigação das tubas ocorre por meio de ramos das artérias ováricas e uterinas.
As primeiras originam da parte abdominal da orta e descem na parede posterior do abdome, uma vez na margem pélvica, cruzam os vasos ilíacos externos e entram nos ligamentos suspensores, aproximando das faces laterais das tubas.
Os ramos das artérias uterinas , que são ramos das artérias ilíacas internas, seguem pelas faces laterais do útero  e se aproximam medialmente as tubas.
A drenagem venosa é feita pelas veias tubáricas, que conduzem para as veias ováricas e para o plexo venoso uterino.
Os vasos linfáticos drenam para os vasos sanguíneos ováricos até os linfonodos lombares direitos e esquerdos.
A inervação também é derivada dos plexos ováricos e uterinos que descendem com os vasos sanguíneos.